# Средње (Пале)
Средње је насељено мјесто у општини Пале, Република Српска, БиХ. Према попису становништва из 1991. у насељу је живјело 30 становника.

## Географија
Налази се на 1.000 метара надморске висине, смјештено на падини између брда Вучија глава (1.123 м), Орловача (1.221 м) и Пасторак (1.115 м). Удаљено је 22 километра југоисточно од Пала и 20 километара источно од Јахорине. Припада мјесној заједници Подграб.

## Становништво
Према попису становништва из 1991. године, мјесто је имало 30 становника у девет домаћинстава, презимена Вукадин.
Након двадесет година, у селу живи 5 становника у три домаћинства.
| Националност       | 1991. | 1981. | 1971. | 1961. |
| Срби               | 30    | 55    | 73    | 92    |
| Југословени        |       |       |       | 1     |
| Хрвати             |       |       | 1     |       |
| остали и непознато |       |       |       |       |
| Укупно             | 30    | 55    | 74    | 93    |

| Демографија | Демографија | Демографија |
| Година      | Становника  | Становника  |
| ----------- | ----------- | ----------- |
| 1961.       | 93          |             |
| 1971.       | 74          |             |
| 1981.       | 55          |             |
| 1991.       | 30          |             |